# Spelartrupper under världsmästerskapet i fotboll 1974
Världsmästerskapet i fotboll 1974: Spelartrupper

## Grupp A

### Australien
Förbundskapten: Ralé Rašić
| Nr | Pos. | Namn              | Födelsedatum (ålder) | Matcher | Mål |            | Klubb               |
| -- | ---- | ----------------- | -------------------- | ------- | --- | ---------- | ------------------- |
| 1  | MV   | Jack Reilly       | 27 augusti 1945      | 15      |     | Australien | Melbourne Hakoah    |
| 2  | F    | Doug Utjesenovic  | 8 oktober 1946       | 19      |     | Australien | St. George-Budapest |
| 3  | F    | Peter Wilson (k)  | 15 september 1947    | 34      |     | Australien | Safeway United      |
| 4  | F    | Manfred Schäfer   | 12 februari 1943     | 49      |     | Australien | St. George-Budapest |
| 5  | F    | Colin Curran      | 21 augusti 1947      | 13      |     | Australien | Western Suburbs     |
| 6  | MF   | Ray Richards      | 18 maj 1946          | 31      |     | Australien | Marconi Fairfield   |
| 7  | MF   | Jimmy Rooney      | 10 december 1945     | 20      |     | Australien | APIA Leichhardt     |
| 8  | MF   | Jimmy Mackay      | 19 december 1943     | 30      |     | Australien | Sydney Hakoah       |
| 9  | MF   | Johnny Warren     | 17 maj 1943          | 44      |     | Australien | St. George-Budapest |
| 10 | A    | Gary Manuel       | 20 februari 1950     | 4       |     | Australien | Pan-Hellenic        |
| 11 | A    | Attila Abonyi     | 16 augusti 1946      | 39      |     | Australien | St. George-Budapest |
| 12 | A    | Adrian Alston     | 6 februari 1949      | 34      |     | Australien | Safeway United      |
| 13 | MF   | Peter Ollerton    | 20 maj 1951          | 4       |     | Australien | APIA Leichhardt     |
| 14 | MF   | Max Tolson        | 18 juli 1945         | 16      |     | Australien | Safeway United      |
| 15 | F    | Harry Williams    | 7 maj 1951           | 3       |     | Australien | St. George-Budapest |
| 16 | F    | Ivo Rudic         | 24 januari 1942      | 0       |     | Australien | Pan-Hellenic        |
| 17 | F    | Dave Harding      | 14 augusti 1946      | 1       |     | Australien | Pan-Hellenic        |
| 18 | MF   | Johnny Watkiss    | 28 mars 1941         | 23      |     | Australien | Sydney Hakoah       |
| 19 | MF   | Ernie Campbell    | 20 oktober 1949      | 8       |     | Australien | Marconi Fairfield   |
| 20 | A    | Branko Buljevic   | 6 september 1947     | 19      |     | Australien | Footscray JUST      |
| 21 | MV   | Jim Milisavljevic | 15 april 1951        | 15      |     | Australien | Footscray JUST      |
| 22 | MV   | Allan Maher       | 21 juli 1950         | 0       |     | Australien | Sutherland Shire    |

### Chile
Förbundskapten: Luis Alamos
| Nr | Pos. | Namn              | Födelsedatum (ålder) | Matcher | Mål |           | Klubb                |
| -- | ---- | ----------------- | -------------------- | ------- | --- | --------- | -------------------- |
| 1  | MV   | Leopoldo Vallejos | 16 juli 1944         | 13      |     | Chile     | Universidad Católica |
| 2  | F    | Rolando García    | 15 december 1942     | 14      |     | Chile     | Colo-Colo            |
| 3  | F    | Alberto Quintano  | 26 april 1946        | 33      |     | Chile     | Universidad de Chile |
| 4  | F    | Antonio Arias     | 9 oktober 1944       | 25      |     | Chile     | Unión Española       |
| 5  | F    | Elías Figueroa    | 25 oktober 1946      | 19      |     | Brasilien | Internacional        |
| 6  | F    | Juan Rodríguez    | 16 januari 1944      | 24      |     | Mexiko    | Atlético Español     |
| 7  | A    | Carlos Caszely    | 5 juli 1950          | 20      |     | Spanien   | Levante              |
| 8  | MF   | Francisco Valdés  | 19 mars 1943         | 44      |     | Chile     | Colo-Colo            |
| 9  | A    | Sergio Ahumada    | 2 oktober 1948       | 12      |     | Chile     | Colo-Colo            |
| 10 | MF   | Carlos Reinoso    | 7 mars 1945          | 25      |     | Mexiko    | Club América         |
| 11 | A    | Leonardo Véliz    | 3 september 1945     | 18      |     | Chile     | Colo-Colo            |
| 12 | F    | Juan Machuca      | 7 mars 1951          | 18      |     | Chile     | Unión Española       |
| 13 | F    | Rafael González   | 24 april 1950        | 10      |     | Chile     | Colo-Colo            |
| 14 | MF   | Alfonso Lara      | 27 april 1946        | 27      |     | Chile     | Colo-Colo            |
| 15 | F    | Mario Galindo     | 10 augusti 1951      | 6       |     | Chile     | Colo-Colo            |
| 16 | MF   | Guillermo Páez    | 18 april 1945        | 11      |     | Chile     | Colo-Colo            |
| 17 | A    | Guillermo Yávar   | 26 mars 1943         | 24      |     | Chile     | Universidad de Chile |
| 18 | MF   | Jorge Socías      | 6 oktober 1951       | 2       |     | Chile     | Universidad de Chile |
| 19 | MF   | Rogelio Farías    | 13 augusti 1949      | 10      |     | Chile     | Unión Española       |
| 20 | A    | Osvaldo Castro    | 14 april 1947        | 24      |     | Mexiko    | Club América         |
| 21 | MV   | Juan Olivares     | 20 februari 1941     | 32      |     | Chile     | Unión Española       |
| 22 | MV   | Adolfo Nef        | 18 januari 1946      | 26      |     | Chile     | Colo-Colo            |

### Västtyskland
Förbundskapten: Helmut Schön
| Nr | Pos. | Namn                     | Födelsedatum (ålder) | Matcher | Mål |          | Klubb                             |
| -- | ---- | ------------------------ | -------------------- | ------- | --- | -------- | --------------------------------- |
| 1  | MV   | Sepp Maier               | 8 februari 1944      | 50      |     | Tyskland | FC Bayern München                 |
| 2  | F    | Berti Vogts              | 30 december 1946     | 51      |     | Tyskland | VfL 1900 Borussia Mönchengladbach |
| 3  | F    | Paul Breitner            | 5 september 1951     | 19      |     | Tyskland | FC Bayern München                 |
| 4  | F    | Hans-Georg Schwarzenbeck | 3 april 1948         | 23      |     | Tyskland | FC Bayern München                 |
| 5  | F    | Franz Beckenbauer        | 11 september 1945    | 78      |     | Tyskland | FC Bayern München                 |
| 6  | F    | Horst-Dieter Höttges     | 10 september 1943    | 65      |     | Tyskland | SV Werder Bremen                  |
| 7  | MF   | Herbert Wimmer           | 9 november 1944      | 23      |     | Tyskland | VfL 1900 Borussia Mönchengladbach |
| 8  | MF   | Bernhard Cullmann        | 1 november 1949      | 12      |     | Tyskland | 1. FC Köln                        |
| 9  | A    | Jürgen Grabowski         | 7 juli 1944          | 38      |     | Tyskland | 1. FC Köln                        |
| 10 | MF   | Günter Netzer            | 14 september 1944    | 34      |     | Spanien  | Real Madrid CF                    |
| 11 | A    | Jupp Heynckes            | 9 maj 1945           | 28      |     | Tyskland | VfL 1900 Borussia Mönchengladbach |
| 12 | MF   | Wolfgang Overath         | 29 september 1943    | 74      |     | Tyskland | 1. FC Köln                        |
| 13 | A    | Gerd Müller              | 11 november 1945     | 55      |     | Tyskland | FC Bayern München                 |
| 14 | MF   | Uli Hoeness              | 5 januari 1952       | 20      |     | Tyskland | FC Bayern München                 |
| 15 | MF   | Heinz Flohe              | 28 januari 1948      | 14      |     | Tyskland | 1. FC Köln                        |
| 16 | MF   | Rainer Bonhof            | 29 mars 1952         | 4       |     | Tyskland | VfL 1900 Borussia Mönchengladbach |
| 17 | A    | Bernd Hölzenbein         | 9 mars 1946          | 4       |     | Tyskland | Eintracht Frankfurt               |
| 18 | A    | Dieter Herzog            | 15 juli 1946         | 2       |     | Tyskland | Fortuna Düsseldorf                |
| 19 | MF   | Jupp Kapellmann          | 19 december 1949     | 3       |     | Tyskland | FC Bayern München                 |
| 20 | F    | Helmut Kremers           | 24 mars 1949         | 5       |     | Tyskland | FC Schalke 04                     |
| 21 | MV   | Norbert Nigbur           | 8 maj 1948           | 2       |     | Tyskland | FC Schalke 04                     |
| 22 | MV   | Wolfgang Kleff           | 16 november 1946     | 6       |     | Tyskland | VfL 1900 Borussia Mönchengladbach |

### Östtyskland
Förbundskapten: Georg Buschner
| Nr | Pos. | Namn                 | Födelsedatum (ålder) | Matcher | Mål |             | Klubb                    |
| -- | ---- | -------------------- | -------------------- | ------- | --- | ----------- | ------------------------ |
| 1  | MV   | Jürgen Croy          | 19 oktober 1946      | 47      |     | Östtyskland | BSG Sachsenring Zwickau  |
| 2  | F    | Lothar Kurbjuweit    | 6 november 1950      | 33      |     | Östtyskland | FC Carl Zeiss Jena       |
| 3  | F    | Bernd Bransch        | 24 september 1944    | 55      |     | Östtyskland | FC Carl Zeiss Jena       |
| 4  | F    | Konrad Weise         | 17 augusti 1951      | 27      |     | Östtyskland | FC Carl Zeiss Jena       |
| 5  | F    | Joachim Fritsche     |                      | 7       |     | Östtyskland | 1. FC Lokomotive Leipzig |
| 6  | MF   | Rüdiger Schnuphase   | 23 januari 1954      | 4       |     | Östtyskland | FC Rot-Weiß Erfurt       |
| 7  | MF   | Jürgen Pommerenke    | 22 januari 1953      | 14      |     | Östtyskland | 1. FC Magdeburg          |
| 8  | A    | Wolfram Löwe         | 14 maj 1945          | 34      |     | Östtyskland | 1. FC Lokomotive Leipzig |
| 9  | A    | Peter Ducke          | 14 oktober 1941      | 60      |     | Östtyskland | FC Carl Zeiss Jena       |
| 10 | MF   | Hans-Jürgen Kreische | 19 juli 1947         | 42      |     | Östtyskland | SG Dynamo Dresden        |
| 11 | A    | Joachim Streich      | 13 april 1951        | 26      |     | Östtyskland | FC Hansa Rostock         |
| 12 | F    | Siegmar Wätzlich     | 16 november 1947     | 11      |     | Östtyskland | SG Dynamo Dresden        |
| 13 | MF   | Reinhard Lauck       | 16 september 1946    | 14      |     | Östtyskland | BFC Dynamo               |
| 14 | A    | Jürgen Sparwasser    | 4 juni 1948          | 33      |     | Östtyskland | 1. FC Magdeburg          |
| 15 | A    | Eberhard Vogel       | 8 april 1943         | 58      |     | Östtyskland | FC Carl Zeiss Jena       |
| 16 | MF   | Harald Irmscher      | 12 februari 1946     | 35      |     | Östtyskland | FC Carl Zeiss Jena       |
| 17 | MF   | Erich Hamann         | 27 november 1944     | 1       |     | Östtyskland | FC Vorwärts Frankfurt    |
| 18 | F    | Gerd Kische          | 23 oktober 1951      | 13      |     | Östtyskland | FC Hansa Rostock         |
| 19 | MF   | Wolfgang Seguin      | 14 september 1945    | 15      |     | Östtyskland | 1. FC Magdeburg          |
| 20 | A    | Martin Hoffmann      | 22 mars 1955         | 3       |     | Östtyskland | 1. FC Magdeburg          |
| 21 | MV   | Wolfgang Blochwitz   | 8 februari 1941      | 19      |     | Östtyskland | FC Carl Zeiss Jena       |
| 22 | MV   | Werner Friese        | 30 mars 1946         | 0       |     | Östtyskland | 1. FC Lokomotive Leipzig |

## Grupp B

### Brasilien
Förbundskapten: Mário Zagallo
| Nr | Pos. | Namn           | Födelsedatum (ålder) | Matcher | Mål |           | Klubb            |
| -- | ---- | -------------- | -------------------- | ------- | --- | --------- | ---------------- |
| 1  | MV   | Leão           | 11 juli 1949         | 19      |     | Brasilien | SE Palmeiras     |
| 2  | F    | Luis Pereira   | 21 juni 1949         | 15      |     | Brasilien | SE Palmeiras     |
| 3  | F    | Marinho Peres  | 19 mars 1947         | 5       |     | Brasilien | Santos FC        |
| 4  | F    | Zé Maria       | 18 maj 1949          | 28      |     | Brasilien | Corinthians      |
| 5  | MF   | Piazza         | 25 februari 1943     | 44      |     | Brasilien | Cruzeiro EC      |
| 6  | F    | Marinho Chagas | 8 februari 1953      | 9       |     | Brasilien | Botafogo FR      |
| 7  | A    | Jairzinho      | 25 december 1944     | 73      |     | Brasilien | Botafogo FR      |
| 8  | A    | Leivinha       | 11 september 1949    | 18      |     | Brasilien | SE Palmeiras     |
| 9  | A    | César          | 17 maj 1945          | 8       |     | Brasilien | SE Palmeiras     |
| 10 | MF   | Rivelino       | 1 januari 1946       | 55      |     | Brasilien | Corinthians      |
| 11 | MF   | Paulo César    | 16 juni 1949         | 42      |     | Brasilien | CR Flamengo      |
| 12 | MV   | Renato         | 5 december 1944      | 2       |     | Brasilien | CR Flamengo      |
| 13 | A    | Valdomiro      | 17 februari 1946     | 9       |     | Brasilien | SC Internacional |
| 14 | F    | Nelinho        | 26 juli 1950         | 2       |     | Brasilien | Cruzeiro EC      |
| 15 | F    | Alfredo        | 18 oktober 1948      | 1       |     | Brasilien | SE Palmeiras     |
| 16 | F    | Marco Antônio  | 6 februari 1951      | 27      |     | Brasilien | Fluminense FC    |
| 17 | MF   | Carpegiani     | 17 februari 1949     | 5       |     | Brasilien | SC Internacional |
| 18 | MF   | Ademir da Guia | 3 april 1942         | 8       |     | Brasilien | SE Palmeiras     |
| 19 | A    | Mirandinha     | 26 februari 1952     | 3       |     | Brasilien | São Paulo FC     |
| 20 | A    | Edu            | 6 augusti 1949       | 41      |     | Brasilien | Santos FC        |
| 21 | A    | Dirceu         | 15 juni 1952         | 4       |     | Brasilien | Botafogo FR      |
| 22 | MV   | Valdir Peres   | 2 januari 1951       | 0       |     | Brasilien | São Paulo FC     |

### Jugoslavien
Förbundskapten: Miljan Miljanić
| Nr | Pos. | Namn                | Födelsedatum (ålder) | Matcher | Mål |                                                 | Klubb              |
| -- | ---- | ------------------- | -------------------- | ------- | --- | ----------------------------------------------- | ------------------ |
| 1  | MV   | Enver Marić         | 23 april 1948        |         |     | Socialistiska federativa republiken Jugoslavien | Velež Mostar       |
| 2  | F    | Ivan Buljan         | 11 december 1949     |         |     | Socialistiska federativa republiken Jugoslavien | Hajduk Split       |
| 3  | F    | Enver Hadžiabdić    | 6 november 1945      |         |     | Socialistiska federativa republiken Jugoslavien | FK Željezničar     |
| 4  | MF   | Dražen Mužinić      | 25 januari 1953      |         |     | Socialistiska federativa republiken Jugoslavien | Hajduk Split       |
| 5  | F    | Josip Katalinski    | 12 maj 1948          |         |     | Socialistiska federativa republiken Jugoslavien | FK Željezničar     |
| 6  | F    | Vladislav Bogićević | 7 november 1950      |         |     | Socialistiska federativa republiken Jugoslavien | Röda Stjärnan      |
| 7  | A    | Ilija Petković      | 22 september 1945    |         |     | Frankrike                                       | Troyes             |
| 8  | MF   | Branko Oblak        | 27 maj 1947          |         |     | Socialistiska federativa republiken Jugoslavien | Hajduk Split       |
| 9  | A    | Ivica Šurjak        | 23 mars 1953         |         |     | Socialistiska federativa republiken Jugoslavien | Hajduk Split       |
| 10 | MF   | Jovan Aćimović      | 21 juni 1948         |         |     | Socialistiska federativa republiken Jugoslavien | Röda Stjärnan      |
| 11 | A    | Dragan Džajić       | 30 maj 1946          |         |     | Socialistiska federativa republiken Jugoslavien | Röda Stjärnan      |
| 12 | MF   | Jurica Jerković     | 25 februari 1950     |         |     | Socialistiska federativa republiken Jugoslavien | Hajduk Split       |
| 13 | MF   | Miroslav Pavlović   | 23 oktober 1942      |         |     | Socialistiska federativa republiken Jugoslavien | Röda Stjärnan      |
| 14 | F    | Luka Peruzović      | 26 februari 1952     |         |     | Socialistiska federativa republiken Jugoslavien | Hajduk Split       |
| 15 | F    | Kiril Dojčinovski   | 17 oktober 1943      |         |     | Socialistiska federativa republiken Jugoslavien | Röda Stjärnan      |
| 16 | MF   | Franjo Vladić       | 19 oktober 1951      |         |     | Socialistiska federativa republiken Jugoslavien | Velež Mostar       |
| 17 | A    | Danilo Popivoda     | 1 maj 1947           |         |     | Socialistiska federativa republiken Jugoslavien | Olimpija Ljubljana |
| 18 | A    | Stanislav Karasi    | 8 november 1946      |         |     | Socialistiska federativa republiken Jugoslavien | Röda Stjärnan      |
| 19 | A    | Dušan Bajević       | 10 december 1948     |         |     | Socialistiska federativa republiken Jugoslavien | Velež Mostar       |
| 20 | A    | Vladimir Petrović   | 1 juli 1955          |         |     | Socialistiska federativa republiken Jugoslavien | Röda Stjärnan      |
| 21 | MV   | Ognjen Petrović     | 2 januari 1948       |         |     | Socialistiska federativa republiken Jugoslavien | Röda Stjärnan      |
| 22 | MV   | Rizah Mešković      | 10 augusti 1947      |         |     | Socialistiska federativa republiken Jugoslavien | Hajduk Split       |

### Skottland
Förbundskapten: Willie Ormond
| Nr | Pos. | Namn            | Födelsedatum (ålder) | Matcher | Mål |           | Klubb                |
| -- | ---- | --------------- | -------------------- | ------- | --- | --------- | -------------------- |
| 1  | MV   | David Harvey    | 7 februari 1948      | 7       |     | England   | Leeds United FC      |
| 2  | F    | Sandy Jardine   | 31 december 1948     | 16      |     | Skottland | Rangers FC           |
| 3  | F    | Danny McGrain   | 1 maj 1950           | 12      |     | Skottland | Celtic FC            |
| 4  | MF   | Billy Bremner   | 9 december 1942      | 48      |     | England   | Leeds United FC      |
| 5  | F    | Jim Holton      | 11 april 1951        | 11      |     | England   | Manchester United FC |
| 6  | F    | John Blackley   | 12 maj 1948          | 3       |     | Skottland | Hibernian FC         |
| 7  | MF   | Jimmy Johnstone | 30 september 1944    | 21      |     | Skottland | Celtic FC            |
| 8  | A    | Kenny Dalglish  | 4 mars 1951          | 19      |     | Skottland | Celtic FC            |
| 9  | A    | Joe Jordan      | 15 december 1951     | 11      |     | England   | Leeds United FC      |
| 10 | MF   | David Hay       | 29 januari 1948      | 24      |     | Skottland | Celtic FC            |
| 11 | A    | Peter Lorimer   | 14 december 1946     | 14      |     | Skottland | Leeds United FC      |
| 12 | MV   | Thomson Allan   | 5 oktober 1946       | 2       |     | Skottland | Dundee FC            |
| 13 | MV   | Jim Stewart     | 9 mars 1954          | 0       |     | Skottland | Kilmarnock FC        |
| 14 | F    | Martin Buchan   | 6 mars 1949          | 13      |     | England   | Manchester United FC |
| 15 | MF   | Peter Cormack   | 17 juli 1946         | 9       |     | England   | Liverpool FC         |
| 16 | F    | Willie Donachie | 5 oktober 1951       | 11      |     | England   | Manchester City FC   |
| 17 | MF   | Donald Ford     | 25 oktober 1944      | 3       |     | Skottland | Hearts               |
| 18 | MF   | Tommy Hutchison | 22 september 1947    | 8       |     | England   | Coventry City FC     |
| 19 | A    | Denis Law       | 24 februari 1940     | 54      |     | England   | Manchester City FC   |
| 20 | A    | Willie Morgan   | 2 oktober 1944       | 19      |     | England   | Manchester United FC |
| 21 | F    | Gordon McQueen  | 26 juni 1952         | 1       |     | England   | Leeds United FC      |
| 22 | F    | Erich Schaedler | 6 augusti 1949       | 1       |     | Skottland | Hibernian FC         |

### Zaire
Förbundskapten:  Blagoje Vidinić
| Nr | Pos. | Namn              | Födelsedatum (ålder) | Matcher | Mål |       | Klubb              |
| -- | ---- | ----------------- | -------------------- | ------- | --- | ----- | ------------------ |
| 1  | MV   | Kasadi Mwamba     | 6 mars 1947          |         |     | Zaire | Mazembe Lubumbashi |
| 2  | F    | Mwepu Ilunga      | 22 augusti 1949      |         |     | Zaire | Mazembe Lubumbashi |
| 3  | F    | Mwansa Mukombo    | 17 december 1945     |         |     | Zaire | Mazembe Lubumbashi |
| 4  | F    | Bwanga Tshimen    | 4 januari 1949       |         |     | Zaire | Mazembe Lubumbashi |
| 5  | F    | Lobilo Boba       | 10 april 1950        |         |     | Zaire | Vita Kinshasa      |
| 6  | MF   | Kilasu Massamba   | 22 december 1950     |         |     | Zaire | AS Bilima          |
| 7  | MF   | Tshinabu Wa Munda | 8 maj 1946           |         |     | Zaire | Mazembe Lubumbashi |
| 8  | MF   | Mana Mamuwene     | 10 oktober 1947      |         |     | Zaire | Imana Kinshasa     |
| 9  | MF   | Kembo Uba Kembo   | 27 december 1947     |         |     | Zaire | Vita Kinshasa      |
| 10 | MF   | Kidumu Mantantu   | 17 november 1946     |         |     | Zaire | Imana Kinshasa     |
| 11 | F    | Kabasu Babo       | 4 mars 1950          |         |     | Zaire | AS Bilima          |
| 12 | MV   | Tubilandu Ndimbi  | 15 mars 1948         |         |     | Zaire | Vita Kinshasa      |
| 13 | MF   | Ndaye Mulamba     | 4 november 1948      |         |     | Zaire | Vita Kinshasa      |
| 14 | A    | Mayanga Maku      | 31 oktober 1948      |         |     | Zaire | Vita Kinshasa      |
| 15 | MF   | Kibonge Mafu      | 12 februari 1945     |         |     | Zaire | Vita Kinshasa      |
| 16 | F    | Mwape Mialo       | 30 december 1951     |         |     | Zaire | Nyiki Lubumbashi   |
| 17 | MF   | Kafula Ngoie      | 11 november 1945     |         |     | Zaire | Mazembe Lubumbashi |
| 18 | A    | Mavuba Mafuila    | 15 december 1949     |         |     | Zaire | Vita Kinshasa      |
| 19 | A    | Mbungu Ekofa      | 24 november 1948     |         |     | Zaire | Imana Kinshasa     |
| 20 | A    | Ntumba Kalala     | 7 januari 1949       |         |     | Zaire | Vita Kinshasa      |
| 21 | A    | Kakoko Etepe      | 22 november 1950     |         |     | Zaire | Imana Kinshasa     |
| 22 | MV   | Kalambay Otepa    | 12 november 1948     |         |     | Zaire | Mazembe Lubumbashi |

## Grupp C

### Bulgarien
Förbundskapten: Hristo Mladenov
| Nr | Pos. | Namn              | Födelsedatum (ålder)      | Matcher | Mål |           | Klubb               |
| -- | ---- | ----------------- | ------------------------- | ------- | --- | --------- | ------------------- |
| 1  | MV   | Rumyancho Goranov | 17 mars 1950 (24 år)      | 20      |     | Bulgarien | Lokomotiv Sofia     |
| 2  | F    | Ivan Zafirov      | 30 september 1947 (26 år) | 23      |     | Bulgarien | CSKA Sofia          |
| 3  | F    | Dobromir Zhechev  | 12 november 1942 (31 år)  | 67      |     | Bulgarien | Levski Sofia        |
| 4  | MF   | Stefan Velichkov  | 15 februari 1949 (25 år)  | 18      |     | Bulgarien | Etar Veliko Tarnovo |
| 5  | F    | Bozhil Kolev      | 20 maj 1949 (25 år)       | 30      |     | Bulgarien | CSKA Sofia          |
| 6  | F    | Dimitar Penev     | 12 juli 1945 (28 år)      | 75      |     | Bulgarien | CSKA Sofia          |
| 7  | A    | Voyn Voynov       | 7 september 1952 (21 år)  | 11      |     | Bulgarien | Levski Sofia        |
| 8  | A    | Hristo Bonev      | 3 februari 1947 (27 år)   | 60      |     | Bulgarien | Lokomotiv Plovdiv   |
| 9  | A    | Atanas Mihailov   | 4 juli 1949 (25 år)       | 31      |     | Bulgarien | Lokomotiv Sofia     |
| 10 | MF   | Ivan Stoyanov     | 20 januari 1949 (25 år)   | 17      |     | Bulgarien | Levski Sofia        |
| 11 | MF   | Georgi Denev      | 18 april 1950 (24 år)     | 24      |     | Bulgarien | CSKA Sofia          |
| 12 | F    | Stefan Aladzhov   | 18 oktober 1947 (26 år)   | 25      |     | Bulgarien | Levski Sofia        |
| 13 | F    | Mladen Vasilev    | 29 juli 1947 (26 år)      | 19      |     | Bulgarien | Akademik Sofia      |
| 14 | A    | Kiril Milanov     | 17 oktober 1948 (25 år)   | 9       |     | Bulgarien | Levski Sofia        |
| 15 | A    | Pavel Panov       | 14 september 1950 (23 år) | 8       |     | Bulgarien | Levski Sofia        |
| 16 | A    | Bozhidar Grigorov | 27 juli 1945 (28 år)      | 3       |     | Bulgarien | Slavija Sofia       |
| 17 | MF   | Asparuh Nikodimov | 21 september 1945 (28 år) | 17      |     | Bulgarien | CSKA Sofia          |
| 18 | MF   | Tsonyo Vasilev    | 7 januari 1952 (22 år)    | 6       |     | Bulgarien | CSKA Sofia          |
| 19 | MF   | Kiril Ivkov       | 21 juni 1946 (27 år)      | 60      |     | Bulgarien | Levski Sofia        |
| 20 | A    | Krasimir Borisov  | 8 april 1950 (24 år)      | 7       |     | Bulgarien | Levski Sofia        |
| 21 | MV   | Stefan Staykov    | 3 oktober 1949 (24 år)    | 5       |     | Bulgarien | Levski Sofia        |
| 22 | MV   | Simeon Simeonov   | 26 april 1946 (28 år)     | 32      |     | Bulgarien | Slavija Sofia       |

### Nederländerna
Förbundskapten: Rinus Michels
| Nr | Pos. | Namn                 | Födelsedatum (ålder)      | Matcher | Mål |               | Klubb          |
| -- | ---- | -------------------- | ------------------------- | ------- | --- | ------------- | -------------- |
| 1  | A    | Ruud Geels           | 28 juli 1948 (25 år)      | 3       |     | Belgien       | Club Brugge KV |
| 2  | F    | Arie Haan            | 16 november 1948 (25 år)  | 10      |     | Nederländerna | AFC Ajax       |
| 3  | MF   | Willem van Hanegem   | 20 februari 1944 (30 år)  | 29      |     | Nederländerna | Feyenoord      |
| 4  | F    | Kees van Ierssel     | 6 december 1945 (28 år)   | 4       |     | Nederländerna | FC Twente      |
| 5  | F    | Rinus Israël         | 19 mars 1943 (31 år)      | 44      |     | Nederländerna | Feyenoord      |
| 6  | MF   | Wim Jansen           | 28 oktober 1946 (27 år)   | 25      |     | Nederländerna | Feyenoord      |
| 7  | MF   | Theo de Jong         | 11 augusti 1947 (26 år)   | 8       |     | Nederländerna | Feyenoord      |
| 8  | MV   | Jan Jongbloed        | 25 november 1940 (33 år)  | 2       |     | Nederländerna | FC Amsterdam   |
| 9  | A    | Piet Keizer          | 14 juni 1943 (30 år)      | 33      |     | Nederländerna | AFC Ajax       |
| 10 | MF   | René van de Kerkhof  | 16 september 1951 (22 år) | 5       |     | Nederländerna | PSV Eindhoven  |
| 11 | MF   | Willy van de Kerkhof | 16 september 1951 (22 år) | 1       |     | Nederländerna | PSV Eindhoven  |
| 12 | F    | Ruud Krol            | 24 mars 1949 (25 år)      | 20      |     | Nederländerna | AFC Ajax       |
| 13 | MF   | Johan Neeskens       | 15 september 1951 (22 år) | 17      |     | Nederländerna | AFC Ajax       |
| 14 | A    | Johan Cruijff        | 25 april 1947 (27 år)     | 28      |     | Spanien       | FC Barcelona   |
| 15 | A    | Rob Rensenbrink      | 3 juli 1947 (26 år)       | 13      |     | Belgien       | RSC Anderlecht |
| 16 | A    | Johnny Rep           | 25 november 1951 (22 år)  | 5       |     | Nederländerna | AFC Ajax       |
| 17 | F    | Wim Rijsbergen       | 18 januari 1952 (22 år)   | 1       |     | Nederländerna | Feyenoord      |
| 18 | MV   | Piet Schrijvers      | 15 december 1946 (27 år)  | 5       |     | Nederländerna | FC Twente      |
| 19 | F    | Pleun Strik          | 27 maj 1944 (30 år)       | 8       |     | Nederländerna | PSV Eindhoven  |
| 20 | F    | Wim Suurbier         | 16 januari 1945 (29 år)   | 27      |     | Nederländerna | AFC Ajax       |
| 21 | MV   | Eddy Treijtel        | 28 maj 1946 (28 år)       | 4       |     | Nederländerna | Feyenoord      |
| 22 | F    | Harry Vos            | 4 september 1946 (27 år)  | 0       |     | Nederländerna | Feyenoord      |

### Sverige
Förbundskapten: Georg Ericson
| Nr | Pos. | Namn                | Födelsedatum (ålder) | Matcher | Mål |               | Klubb           |
| -- | ---- | ------------------- | -------------------- | ------- | --- | ------------- | --------------- |
| 1  | MV   | Ronnie Hellström    | 21 februari 1949     | 38      |     | Sverige       | Hammarby IF     |
| 2  | F    | Jan Olsson          | 30 mars 1942         | 11      |     | Sverige       | Åtvidabergs FF  |
| 3  | F    | Kent Karlsson       | 25 november 1945     | 10      |     | Sverige       | Åtvidabergs FF  |
| 4  | F    | Björn Nordqvist (k) | 6 oktober 1942       | 73      |     | Nederländerna | PSV Eindhoven   |
| 5  | F    | Björn Andersson     | 20 juli 1951         | 10      |     | Sverige       | Östers IF       |
| 6  | MF   | Ove Grahn           | 9 maj 1943           | 31      |     | Schweiz       | Grasshoppers    |
| 7  | MF   | Bo Larsson          | 5 maj 1944           | 59      |     | Sverige       | Malmö FF        |
| 8  | A    | Conny Torstensson   | 28 augusti 1949      | 14      |     | Tyskland      | Bayern München  |
| 9  | MF   | Ove Kindvall        | 16 maj 1943          | 39      |     | Sverige       | IFK Norrköping  |
| 10 | A    | Ralf Edström        | 7 oktober 1952       | 15      |     | Nederländerna | PSV Eindhoven   |
| 11 | A    | Roland Sandberg     | 16 december 1946     | 20      |     | Tyskland      | Kaiserslautern  |
| 12 | MV   | Sven-Gunnar Larsson | 10 maj 1940          | 27      |     | Sverige       | Örebro SK       |
| 13 | F    | Roland Grip         | 1 januari 1941       | 52      |     | Sverige       | IK Sirius       |
| 14 | MF   | Staffan Tapper      | 10 juli 1948         | 15      |     | Sverige       | Malmö FF        |
| 15 | MF   | Benno Magnusson     | 4 februari 1953      | 5       |     | Tyskland      | Kaiserslautern  |
| 16 | A    | Inge Ejderstedt     | 24 december 1946     | 1       |     | Sverige       | Östers IF       |
| 17 | MV   | Göran Hagberg       | 8 november 1947      |         |     | Sverige       | Östers IF       |
| 18 | F    | Jörgen Augustsson   | 28 oktober 1952      |         |     | Sverige       | Åtvidabergs FF  |
| 19 | MF   | Claes Cronqvist     | 15 oktober 1944      | 14      |     | Sverige       | Landskrona BoIS |
| 20 | MF   | Sven Lindman        | 19 april 1942        | 19      |     | Sverige       | Djurgårdens IF  |
| 21 | MF   | Örjan Persson       | 27 augusti 1942      | 46      |     | Sverige       | Örgryte IS      |
| 22 | A    | Thomas Ahlström     | 17 juli 1952         | 2       |     | Sverige       | IF Elfsborg     |

### Uruguay
Förbundskapten: Roberto Porta
| Nr | Pos. | Namn                   | Födelsedatum (ålder) | Matcher | Mål |           | Klubb             |
| -- | ---- | ---------------------- | -------------------- | ------- | --- | --------- | ----------------- |
| 1  | MV   | Ladislao Mazurkiewicz  | 14 februari 1945     | 33      |     | Brasilien | Atlético Mineiro  |
| 2  | F    | Baudilio Jáuregui      | 9 juli 1945          | 6       |     | Uruguay   | River Plate       |
| 3  | F    | Juan Carlos Masnik     | 2 mars 1943          | 23      |     | Uruguay   | Nacional          |
| 4  | F    | Pablo Forlán           | 14 juli 1945         |         |     | Brasilien | São Paulo         |
| 5  | F    | Julio Montero Castillo | 25 april 1944        |         |     | Uruguay   | Nacional          |
| 6  | F    | Ricardo Pavoni         | 8 juli 1943          | 10      |     | Argentina | Independiente     |
| 7  | MF   | Luis Cubilla           | 28 mars 1940         | 36      |     | Uruguay   | Nacional          |
| 8  | MF   | Víctor Espárrago       | 6 oktober 1944       | 37      |     | Spanien   | Sevilla           |
| 9  | A    | Fernando Morena        | 2 februari 1952      |         |     | Uruguay   | Peñarol           |
| 10 | MF   | Pedro Rocha            | 3 december 1942      | 49      |     | Brasilien | São Paulo         |
| 11 | A    | Rubén Corbo            | 20 januari 1952      | 21      |     | Uruguay   | Peñarol           |
| 12 | MV   | Héctor Santos          | 29 oktober 1944      |         |     | Peru      | Alianza Lima      |
| 13 | F    | Gustavo de Simeone     | 23 april 1948        | 8       |     | Uruguay   | Defensor Sporting |
| 14 | F    | Luis Garisto           | 3 december 1945      | 3       |     | Uruguay   | Peñarol           |
| 15 | F    | Mario González         | 27 maj 1950          |         |     | Uruguay   | Peñarol           |
| 16 | MF   | Alberto Cardaccio      | 26 augusti 1949      | 18      |     | Uruguay   | Danubio           |
| 17 | MF   | Julio César Jiménez    | 27 augusti 1954      |         |     | Uruguay   | Peñarol           |
| 18 | MF   | Walter Mantegazza      | 17 juni 1952         | 7       |     | Uruguay   | Nacional          |
| 19 | A    | Denis Milar            | 20 juni 1952         |         |     | Uruguay   | Liverpool         |
| 20 | A    | Juan Silva             | 30 augusti 1948      |         |     | Uruguay   | Peñarol           |
| 21 | A    | José Gómez             | 23 oktober 1949      |         |     | Uruguay   | Cerro             |
| 22 | MV   | Gustavo Fernández      | 16 februari 1952     |         |     | Uruguay   | Rentistas         |

## Grupp D

### Argentina
Förbundskapten: Vladislao Cap
| Nr | Pos. | Namn               | Födelsedatum (ålder) | Matcher | Mål |           | Klubb                      |
| -- | ---- | ------------------ | -------------------- | ------- | --- | --------- | -------------------------- |
| 1  | MV   | Daniel Carnevali   | 27                   | 21      |     | Spanien   | UD Las Palmas              |
| 2  | A    | Ruben Ayala        | 24                   | 19      |     | Spanien   | Club Atlético de Madrid    |
| 3  | A    | Carlos Babington   | 24                   | 8       |     | Argentina | CA Huracán                 |
| 4  | A    | Agustin Balbuena   | 28                   | 6       |     | Argentina | CA Independiente           |
| 5  | F    | Angel Bargas       | 27                   | 27      |     | Frankrike | FC Nantes Atlantique       |
| 6  | MF   | Miguel Brindisi    | 23                   | 42      |     | Argentina | CA Huracán                 |
| 7  | F    | Jorge Carrascosa   | 25                   |         |     | Argentina | CA Huracán                 |
| 8  | MF   | Enrique Chazarreta | 26                   | 12      |     | Argentina | San Lorenzo                |
| 9  | F    | Oscar Glaria       | 26                   |         |     | Argentina | San Lorenzo                |
| 10 | MF   | Ramon Heredia      | 23                   | 24      |     | Spanien   | Club Atlético de Madrid    |
| 11 | A    | René Houseman      | 20                   |         |     | Argentina | CA Huracán                 |
| 12 | MV   | Ubaldo Fillol      | 23                   |         |     | Argentina | CA River Plate             |
| 13 | A    | Mario Kempes       | 20                   |         |     | Argentina | Rosario Central            |
| 14 | F    | Roberto Perfumo    | 31                   | 33      |     | Brasilien | Cruzeiro EC                |
| 15 | MF   | Aldo Poy           | 28                   |         |     | Argentina | Rosario Central            |
| 16 | F    | Francisco Sa       | 28                   | 7       |     | Argentina | CA Independiente           |
| 17 | A    | Carlos Squeo       | 25                   |         |     | Argentina | Racing Club de Avellaneda  |
| 18 | MF   | Roberto Telch      | 30                   | 23      |     | Argentina | San Lorenzo                |
| 19 | F    | Nestor Togneri     | 31                   |         |     | Argentina | Estudiantes de la Plata    |
| 20 | F    | Enrique Wolff      | 25                   | 24      |     | Argentina | CA River Plate             |
| 21 | MV   | Miguel Santoro     | 31                   | 15      |     | Argentina | CA Independiente           |
| 22 | A    | Hector Yazalde     | 28                   | 11      |     | Portugal  | Sporting Clube de Portugal |

### Haiti
Förbundskapten: Antoine Tassy
| Nr | Pos. | Namn                  | Födelsedatum (ålder) | Matcher | Mål |           | Klubb                       |
| -- | ---- | --------------------- | -------------------- | ------- | --- | --------- | --------------------------- |
| 1  | MV   | Henri Francillon      | 26 maj 1946          |         |     | Haiti     | Vyctory Club Port-au-Prince |
| 2  | MV   | Wilner Piquant        | 12 oktober 1949      |         |     | Haiti     | Aigle Noir Port-au-Prince   |
| 3  | F    | Arsène Auguste        | 3 februari 1951      |         |     | Haiti     | Racing Club Port-au-Prince  |
| 4  | F    | Fritz André           | 18 september 1946    |         |     | Haiti     | Aigle Noire Port-au-Prince  |
| 5  | F    | Serge Ducoste         | 4 februari 1944      |         |     | Haiti     | Aigle Noire Port-au-Prince  |
| 6  | F    | Pierre Bayonne        | 11 juni 1949         |         |     | Haiti     | Violette Athletic Club      |
| 7  | MF   | Philippe Vorbe        | 14 september 1947    |         |     | Haiti     | Violette Athletic Club      |
| 8  | MF   | Jean-Claude Désir     | 8 augusti 1946       |         |     | Haiti     | Aigle Noir Port-au-Prince   |
| 9  | MF   | Eduard Antoine        | 27 augusti 1949      |         |     | Haiti     | Racing Club Port-au-Prince  |
| 10 | MF   | Guy François          | 18 september 1947    |         |     | Haiti     | Violette Athletic Club      |
| 11 | A    | Guy Saint-Vil         | 21 oktober 1942      |         |     | Haiti     | Violette Athletic Club      |
| 12 | F    | Ernst Jean-Joseph     | 11 juni 1948         |         |     | Haiti     | Violette Athletic Club      |
| 13 | MF   | Serge Racine          | 9 oktober 1951       |         |     | Haiti     | Aigle Noir Port-au-Prince   |
| 14 | F    | Wilner Nazaire        | 30 mars 1950         |         |     | Frankrike | US Valenciennes             |
| 15 | A    | Roger Saint-Vil       | 8 december 1949      |         |     | Haiti     | Violette Athletic Club      |
| 16 | A    | Fritz Léandre         | 13 mars 1948         |         |     | Haiti     | Racing Club Port-au-Prince  |
| 17 | F    | Joseph-Marion Léandre | 9 maj 1945           |         |     | Haiti     | Racing Club Port-au-Prince  |
| 18 | F    | Claude Barthélemy     | 9 maj 1945           |         |     | Haiti     | Racing Club Port-au-Prince  |
| 19 | MF   | Jean-Hubert Austin    | 23 februari 1950     |         |     | Haiti     | Violette Athletic Club      |
| 20 | A    | Emmanuel Sanon        | 25 juni 1951         |         |     | Haiti     | Don Bosco de Petion-Ville   |
| 21 | F    | Wilfred Louis         | 25 oktober 1949      |         |     | Haiti     | Don Bosco de Petion-Ville   |
| 22 | MV   | Gerard Joseph         | 22 oktober 1949      |         |     | Haiti     | Racing Club Port-au-Prince  |

### Italien
Förbundskapten: Ferruccio Valcareggi
| Nr | Pos. | Namn               | Födelsedatum (ålder) | Matcher | Mål |         | Klubb                    |
| -- | ---- | ------------------ | -------------------- | ------- | --- | ------- | ------------------------ |
| 1  | MV   | Dino Zoff          | 32                   | 32      |     | Italien | Juventus FC              |
| 2  | F    | Luciano Spinosi    | 24                   | 16      |     | Italien | Juventus FC              |
| 3  | F    | Giacinto Facchetti | 31                   | 73      |     | Italien | FC Internazionale Milano |
| 4  | MF   | Romeo Benetti      | 28                   | 15      |     | Italien | AC Milan                 |
| 5  | F    | Francesco Morini   | 30                   | 6       |     | Italien | Juventus FC              |
| 6  | F    | Tarcisio Burgnich  | 35                   | 63      |     | Italien | FC Internazionale Milano |
| 7  | MF   | Sandro Mazzola     | 31                   | 67      |     | Italien | FC Internazionale Milano |
| 8  | MF   | Fabio Capello      | 27                   | 16      |     | Italien | Juventus FC              |
| 9  | A    | Giorgio Chinaglia  | 27                   | 9       |     | Italien | SS Lazio                 |
| 10 | MF   | Gianni Rivera      | 30                   | 58      |     | Italien | AC Milan                 |
| 11 | A    | Luigi Riva         | 29                   | 40      |     | Italien | Cagliari Calcio          |
| 12 | MV   | Enrico Albertosi   | 34                   | 34      |     | Italien | Cagliari Calcio          |
| 13 | F    | Giuseppe Sabadini  | 25                   | 4       |     | Italien | AC Milan                 |
| 14 | F    | Mauro Bellugi      | 24                   | 7       |     | Italien | FC Internazionale Milano |
| 15 | F    | Giuseppe Wilson    | 29                   | 1       |     | Italien | SS Lazio                 |
| 16 | MF   | Antonio Juliano    | 31                   | 17      |     | Italien | SSC Napoli               |
| 17 | MF   | Luciano Re Cecconi | 26                   | 9       |     | Italien | SS Lazio                 |
| 18 | A    | Franco Causio      | 25                   | 10      |     | Italien | Juventus FC              |
| 19 | A    | Pietro Anastasi    | 26                   | 20      |     | Italien | Juventus FC              |
| 20 | A    | Roberto Boninsegna | 30                   | 18      |     | Italien | FC Internazionale Milano |
| 21 | A    | Paolo Pulici       | 24                   | 3       |     | Italien | Torino Calcio            |
| 22 | MV   | Luciano Castellini | 28                   | 0       |     | Italien | Torino Calcio            |

### Polen
Förbundskapten: Kazimierz Gorski
| Nr | Pos. | Namn               | Födelsedatum (ålder) | Matcher | Mål |       | Klubb            |
| -- | ---- | ------------------ | -------------------- | ------- | --- | ----- | ---------------- |
| 1  | MV   | Andrzej Fischer    | 21                   | 2       |     | Polen | Gornik Zabrze    |
| 2  | MV   | Jan Tomaszewski    | 26                   | 14      |     | Polen | LKS Lodz         |
| 3  | MV   | Zygmunt Kalinowski | 25                   | 4       |     | Polen | Slask Wroclaw    |
| 4  | F    | Antoni Szymanowski | 23                   | 25      |     | Polen | Wisla Krakow     |
| 5  | F    | Zbigniew Gut       | 25                   | 9       |     | Polen | Odra Opola       |
| 6  | F    | Jerzy Gorgon       | 24                   | 29      |     | Polen | Gornik Zabrze    |
| 7  | MF   | Henryk Wieczorek   | 24                   | 5       |     | Polen | Gornik Zabrze    |
| 8  | F    | Miroslaw Bulzacki  | 23                   | 16      |     | Polen | LKS Lodz         |
| 9  | F    | Wladislaw Zmuda    | 19                   | 3       |     | Polen | Gwardia Warszawa |
| 10 | F    | Adam Musial        | 26                   | 26      |     | Polen | Wisla Krakow     |
| 11 | MF   | Leslaw Cmikiewicz  | 26                   | 30      |     | Polen | Legia Warszawa   |
| 12 | MF   | Kazimierz Deyna    | 26                   | 48      |     | Polen | Legia Warszawa   |
| 13 | MF   | Henryk Kasperczak  | 27                   | 17      |     | Polen | Stal Mielec      |
| 14 | MF   | Zbigniew Maszczyk  | 29                   | 14      |     | Polen | Ruch Chorzow     |
| 15 | MF   | Roman Jakobczak    | 28                   | 1       |     | Polen | Lech Poznan      |
| 16 | A    | Grzegorz Lato      | 24                   | 11      |     | Polen | Stal Mielec      |
| 17 | A    | Andrzej Szarmach   | 23                   | 7       |     | Polen | Gornik Zabrze    |
| 18 | A    | Robert Gadocha     | 28                   | 46      |     | Polen | Legia Warszawa   |
| 19 | A    | Jan Domarski       | 28                   | 14      |     | Polen | Stal Mielec      |
| 20 | MF   | Zdzislaw Kapka     | 19                   | 4       |     | Polen | Wisla Krakow     |
| 21 | A    | Kazimierz Kmiecik  | 23                   | 11      |     | Polen | Wisla Krakow     |
| 22 | A    | Marek Kusto        | 20                   | 3       |     | Polen | Wisla Krakow     |